# Hogna inexorabilis
Hogna inexorabilis là một loài nhện trong họ Lycosidae.
Loài này thuộc chi Hogna. Hogna inexorabilis được Octavius Pickard-Cambridge miêu tả năm 1869.